# Osnovna šola Ivana Cankarja, Vrhnika
Osnovna šola Ivana Cankarja je osnovna šola na Vrhniki in ena izmed večjih osnovnih šol v Sloveniji.
Pouk se izvaja v treh stavbah v središču Vrhnike:
- stavba na Tržaški cesti 2 (zgrajena leta 1904)
- bližnja stavba na Lošci 1 (zgrajena leta 1961)
- od šolskega leta 2014-15 poteka pouk tudi v Kulturnem centru Vrhnika.

Šola je poimenovana po slovenskem pisatelju, dramatiku in pesniku Ivanu Cankarju, ki se je rodil Na klancu, predelu Vrhnike, ki je od stare šole oddaljen nekaj sto metrov.